# Powiat czarnkowsko-trzcianecki

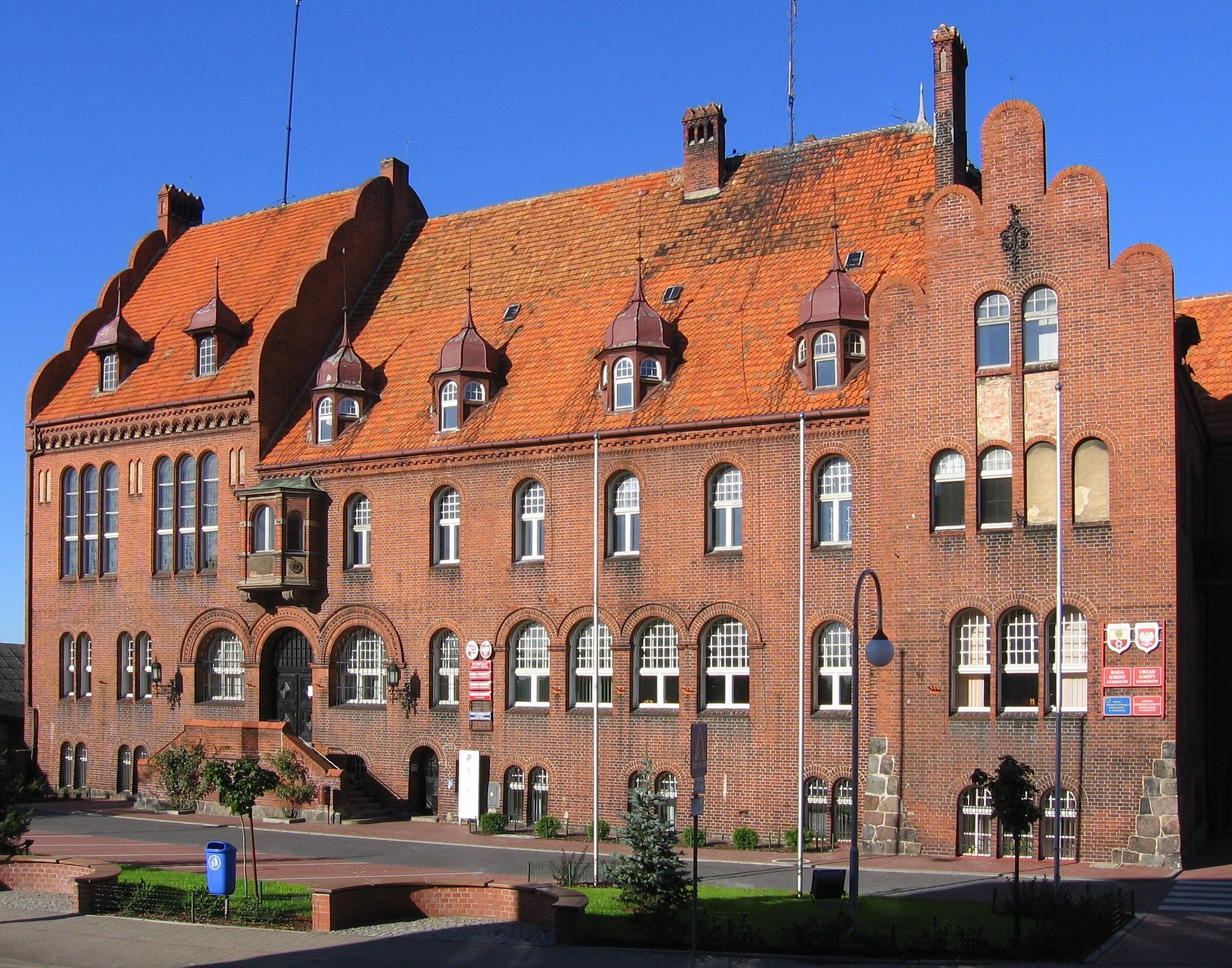
Starostwo powiatowe w Czarnkowie

Powiat czarnkowsko-trzcianecki – powiat w Polsce (województwo wielkopolskie), utworzony w 1999 roku w ramach reformy administracyjnej na terenie istniejących do 1975 roku dwóch odrębnych powiatów czarnkowskiego i trzcianeckiego. Siedzibą organów powiatu jest Czarnków.
W skład powiatu wchodzą:
- gminy miejskie: Czarnków
- gminy miejsko-wiejskie: Krzyż Wielkopolski, Trzcianka, Wieleń
- gminy wiejskie: Czarnków, Drawsko, Lubasz, Połajewo
- miasta: Czarnków, Krzyż Wielkopolski, Trzcianka, Wieleń

Według danych z 31 grudnia 2019 roku powiat zamieszkiwało 86 990 osób. Natomiast według danych z 30 czerwca 2020 roku powiat zamieszkiwało 86 868 osób.

## Podział administracyjny
| Herb | Gmina              | Typ             | Powierzchnia [km²] | Ludność | Siedziba           |
| ---- | ------------------ | --------------- | ------------------ | ------- | ------------------ |
|      | Trzcianka          | miejsko-wiejska | 374,0              | 27 503  | Trzcianka          |
|      | Wieleń             | miejsko-wiejska | 430,1              | 11 798  | Wieleń             |
|      | Czarnków           | wiejska         | 345,9              | 11 409  | Czarnków           |
|      | Czarnków           | miejska         | 10,0               | 9 992   | Czarnków           |
|      | Krzyż Wielkopolski | miejsko-wiejska | 174,3              | 8 754   | Krzyż Wielkopolski |
|      | Lubasz             | wiejska         | 167,3              | 7 580   | Lubasz             |
|      | Połajewo           | wiejska         | 141,5              | 6 172   | Połajewo           |
|      | Drawsko            | wiejska         | 163,0              | 5 908   | Drawsko            |

| Herb | Miasto             | Ludność | Powierzchnia [km²] | Gmina              | Gęstość zaludnienia |
| ---- | ------------------ | ------- | ------------------ | ------------------ | ------------------- |
|      | Trzcianka          | 21 300  | 18,3               | Trzcianka          | 1164 / km2          |
|      | Czarnków           | 9 995   | 10,0               | Czarnków           | 999 / km2           |
|      | Krzyż Wielkopolski | 6 222   | 5,8                | Krzyż Wielkopolski | 1073 / km2          |
|      | Wieleń             | 5 940   | 4,3                | Wieleń             | 1381 / km2          |

## Demografia

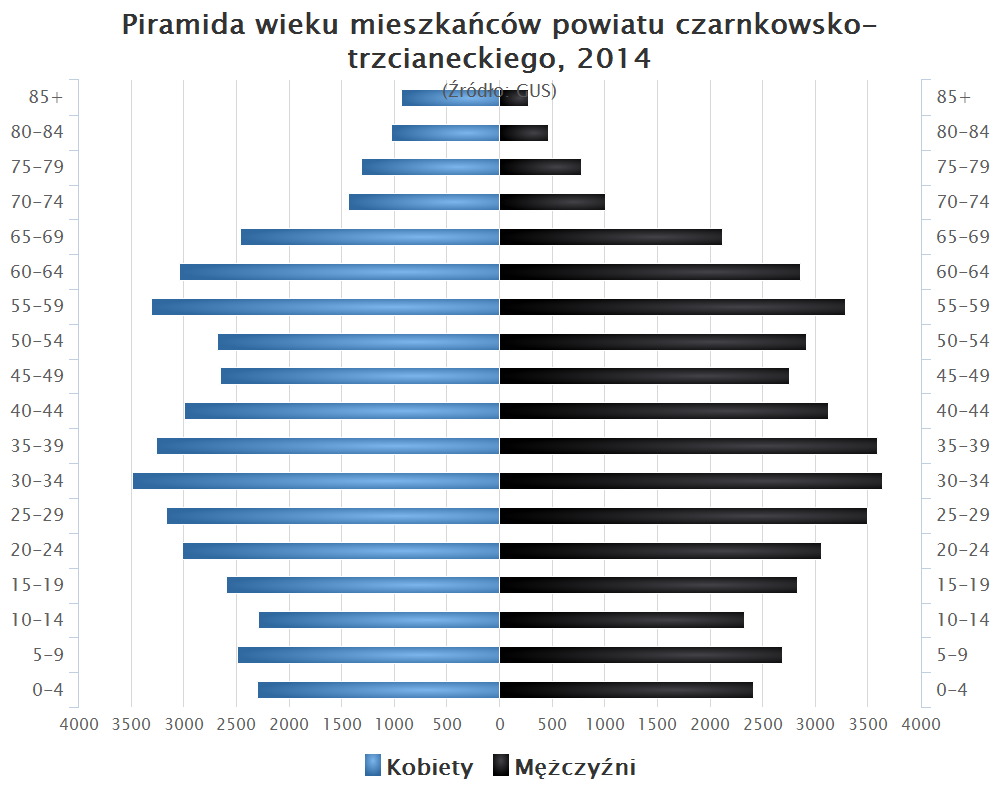
Piramida wieku mieszkańców powiatu czarnkowsko-trzcianeckiego w 2014 roku

Liczba ludności (dane z 31 grudnia 2010):
|        | Ogółem | Ogółem | Kobiety | Kobiety | Mężczyźni | Mężczyźni |
| osób   | %      | osób   | %       | osób    | %         |           |
| ------ | ------ | ------ | ------- | ------- | --------- | --------- |
| Ogółem | 87 086 | 100    | 44 084  | 50,62   | 43 002    | 49,38     |
| Miasto | 40 226 | 46,19  | 20 871  | 23,97   | 19 355    | 22,23     |
| Wieś   | 46 860 | 53,81  | 23 213  | 26,66   | 23 647    | 27,15     |

▶Wieś vs ▶miasto
Ogółem (▶k, ▶m)
Miasto (▶k, ▶m)
Wieś (▶k, ▶m)

## Położenie
Powiat czarnkowsko-trzcianecki znajduje się w północno-zachodniej części województwa wielkopolskiego. Leży na pograniczu Pojezierza Wałeckiego oraz Kotliny Gorzowskiej. Zachodnia granica powiatu stanowi granicę z województwem lubuskim, a północna z zachodniopomorskim.
Sąsiednie powiaty:
- powiat wałecki (województwo zachodniopomorskie)
- powiat pilski
- powiat chodzieski
- powiat obornicki
- powiat szamotulski
- powiat międzychodzki
- powiat strzelecko-drezdenecki (województwo lubuskie)

Powiat czarnkowsko-trzcianecki jest drugim pod względem powierzchni powiatem w województwie wielkopolskim oraz ósmym pod względem ludności.

Według danych z 2010 roku, powierzchnia powiatu wynosiła 1808,9 km², co stanowi 6,06% województwa wielkopolskiego, w tym: użytki rolne – 41,00% i użytki leśne 51,00%.

## Przyroda

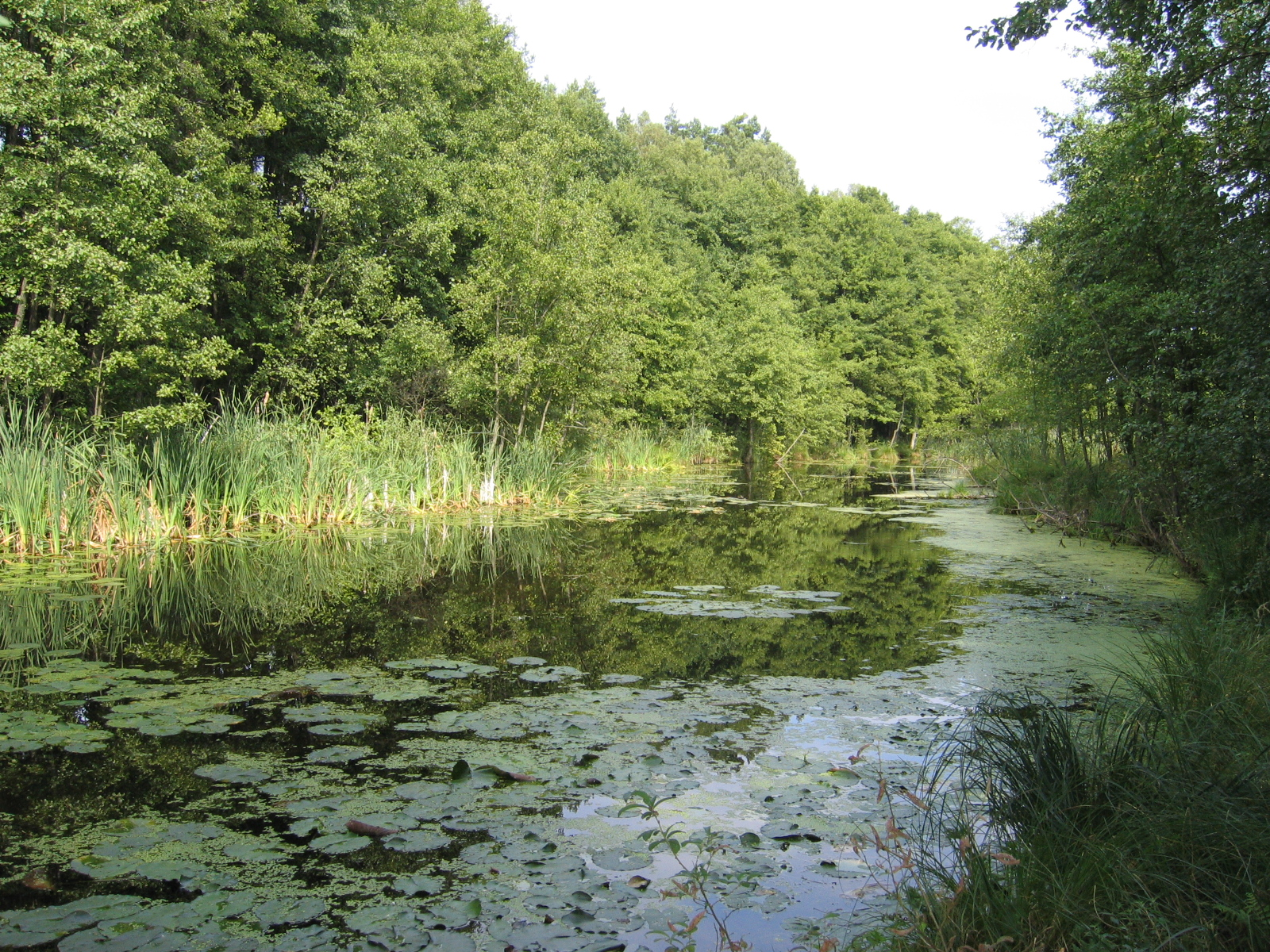
Puszcza Drawska w pobliżu Smolarni

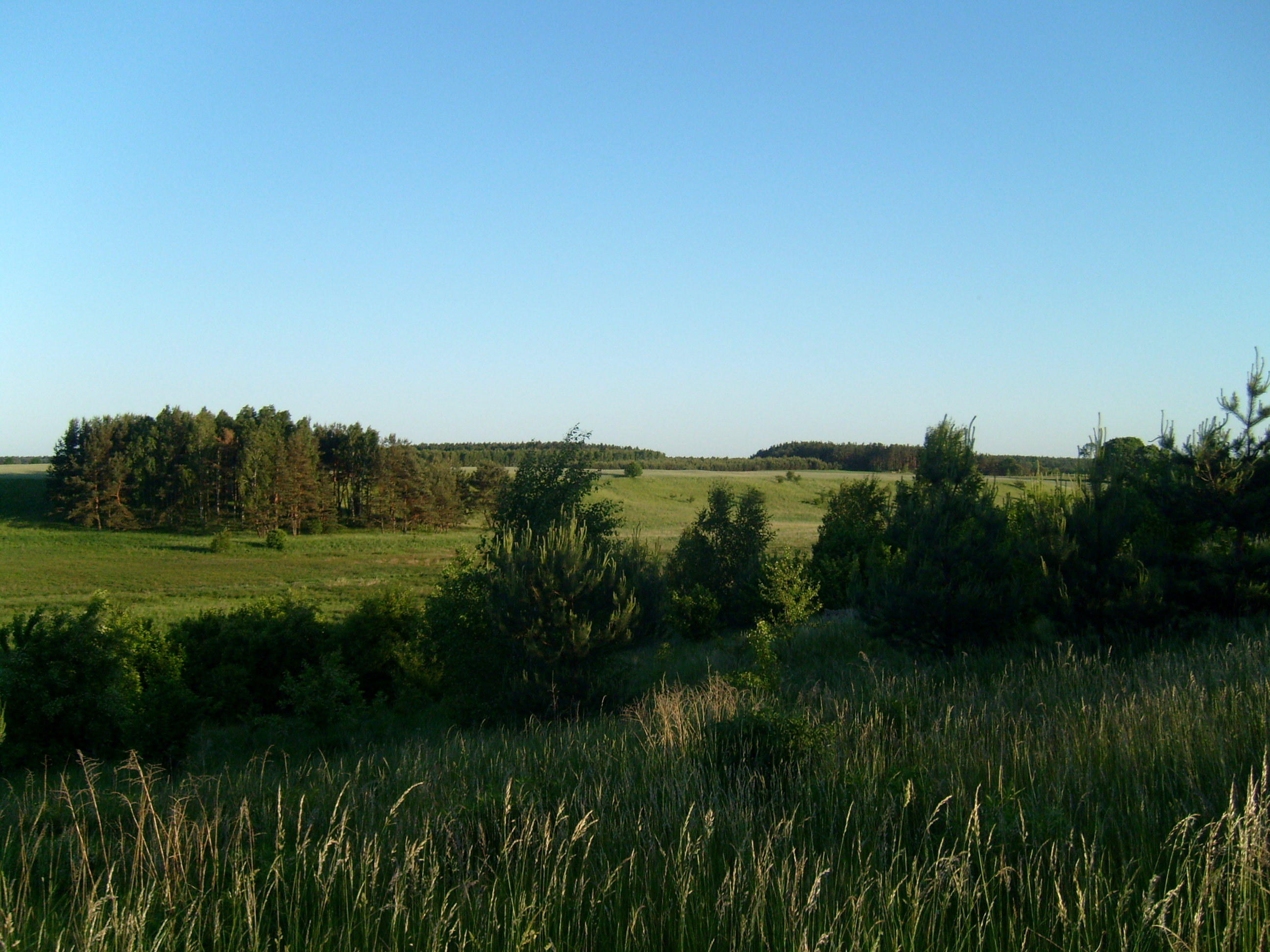
Okolice Trzcianki

Na terenie powiatu czarnkowsko-trzcianeckiego znajdują się:
- parki:
  - Drawieński Park Narodowy
- obszary chronionego krajobrazu:
  - Puszcza nad Drawą na terenie Puszczy Drawskiej
  - Pojezierze Wałeckie i Dolina Gwdy
  - Dolina Noteci
  - Puszcza Notecka
- rezerwaty przyrody:
  - Wilcze Błoto
  - Źródlisko Flinty
- ścieżki przyrodniczo-edukacyjne i dydaktyczne:
  - Sarbinka
  - Dziewanna
  - Rajczywiec
  - Pańska Łaska
  - Nad Bukówką

W okolicach Czarnkowa ciągnie się na kilka kilometrów morena czarnkowska, zwana „Szwajcarią Czarnkowską”.

## Gospodarka

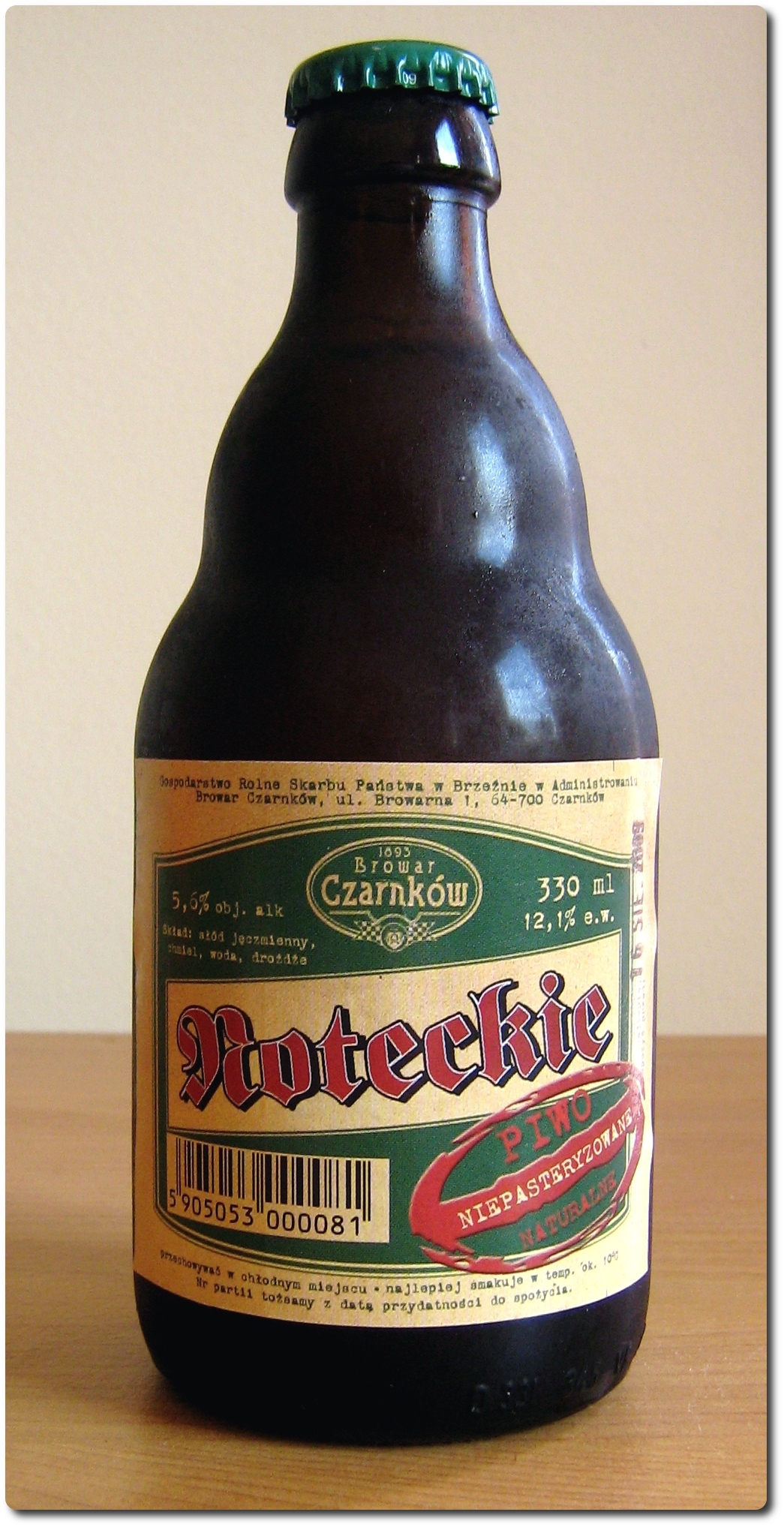
Piwo Noteckie z Browaru Czarnków

Głównym przemysłem powiatu czarnkowsko-trzcianeckiego jest przemysł drzewny, spożywczy oraz aluminiowy. Na terenie powiatu swoje siedziby mają takie firmy, jak:
- w Czarnkowie:
  - Steico S.A.
  - Meble Vox Sp. z o.o. S.K.A.
  - Seaking Poland Ltd Sp. z o.o.
  - DORA METAL Sp. z o.o.
  - Browar Czarnków
  - Okręgowa Spółdzielnia Mleczarska Czarnków
- w Trzciance:
  - Copal Sp. z o.o.
  - ZOBAL
  - Hydro Extrusion Poland Sp. z o.o.
  - Joskin
  - Northstar Poland SP. z o.o.
  - Henkel Polska Sp. z o.o. Stobno
  - Gummi Welz Polen Sp. z o.o.
  - LUBMOR Sp. z o.o.
- w Wieleniu
  - Thule Sp. z o.o.
  - KETTLER POLSKA Spółka z o.o.

Pod koniec września 2019 roku liczba zarejestrowanych bezrobotnych w powiecie czarnkowsko-trzcianeckim obejmowała ok. 1,2 tysiąca mieszkańców, co stanowi stopę bezrobocia na poziomie 3,9% do aktywnych zawodowo.
Powiat ma również charakter turystyczny, na co wpływ mają liczne jeziora oraz rzeki, a także znajdujące się przystanie w Czarnkowie oraz Drawsku.
W Trzciance jak i w jej okolicy znajduje się 7 jezior, oraz 3 stawy rybackie. Co roku na jeziorze Sarcz w Trzciance organizowane są mistrzostwa Wielkopolski w pływaniu oraz kajakarskie igrzyska olimpijskie.

## Transport

### Transport kolejowy

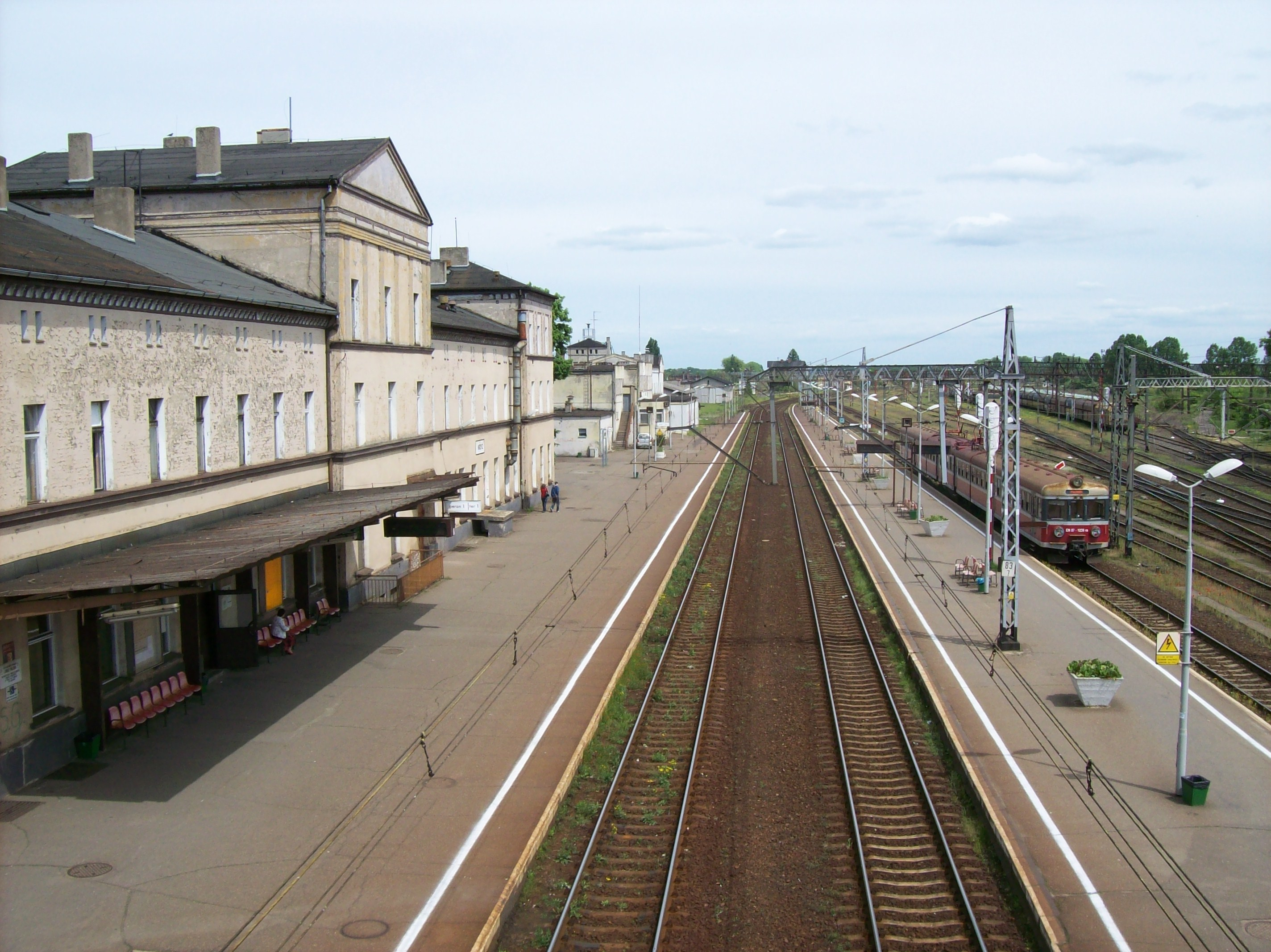
Dworzec PKP w Krzyżu Wlkp.

Przez powiat czarnkowsko-trzcianecki biegną dwie czynne linie kolejowe:
- 203 Tczew – Kostrzyn – linia niezelektryfikowana dwutorowa czynna na całym odcinku.
- 351 Poznań – Szczecin – linia zelektryfikowana dwutorowa czynna na całym odcinku.

Czynne linie kolejowe w ruchu towarowym i/lub turystycznym:
- 374 Bzowo Goraj – Piła Główna – czynna w ruchu towarowym oraz turystycznym na odcinku Bzowo Goraj – Czarnków.
- 206 Inowrocław Rąbinek – Drawski Młyn – czynna w ruchu towarowym oraz turystycznym na odcinku Wągrowiec – Bzowo Goraj.

Nieczynne i/lub zlikwidowane linie kolejowe:
- 412 Krzyż Wlkp. – Wałcz – rozebrana na całym odcinku
- 374 Bzowo Goraj – Rozebrana na odcinku Czarnków – Mirosław Ujski.
- 206 Inowrocław Rąbinek – Drawski Młyn – Rozebrana od Żnina do Wągrowca oraz od Bzowo Goraj do Drawskiego Młyna.

Dostęp do kolei ma tylko Trzcianka, Wieleń, Drawsko, Krzyż Wielkopolski, Siedlisko Trzcianeckie oraz Stobno. Przez Czarnków pociąg nie przejechał od 1991 roku. W miejscu dawnej linii kolejowej dzisiaj przebiega drogowa obwodnica miasta.

### Transport drogowy

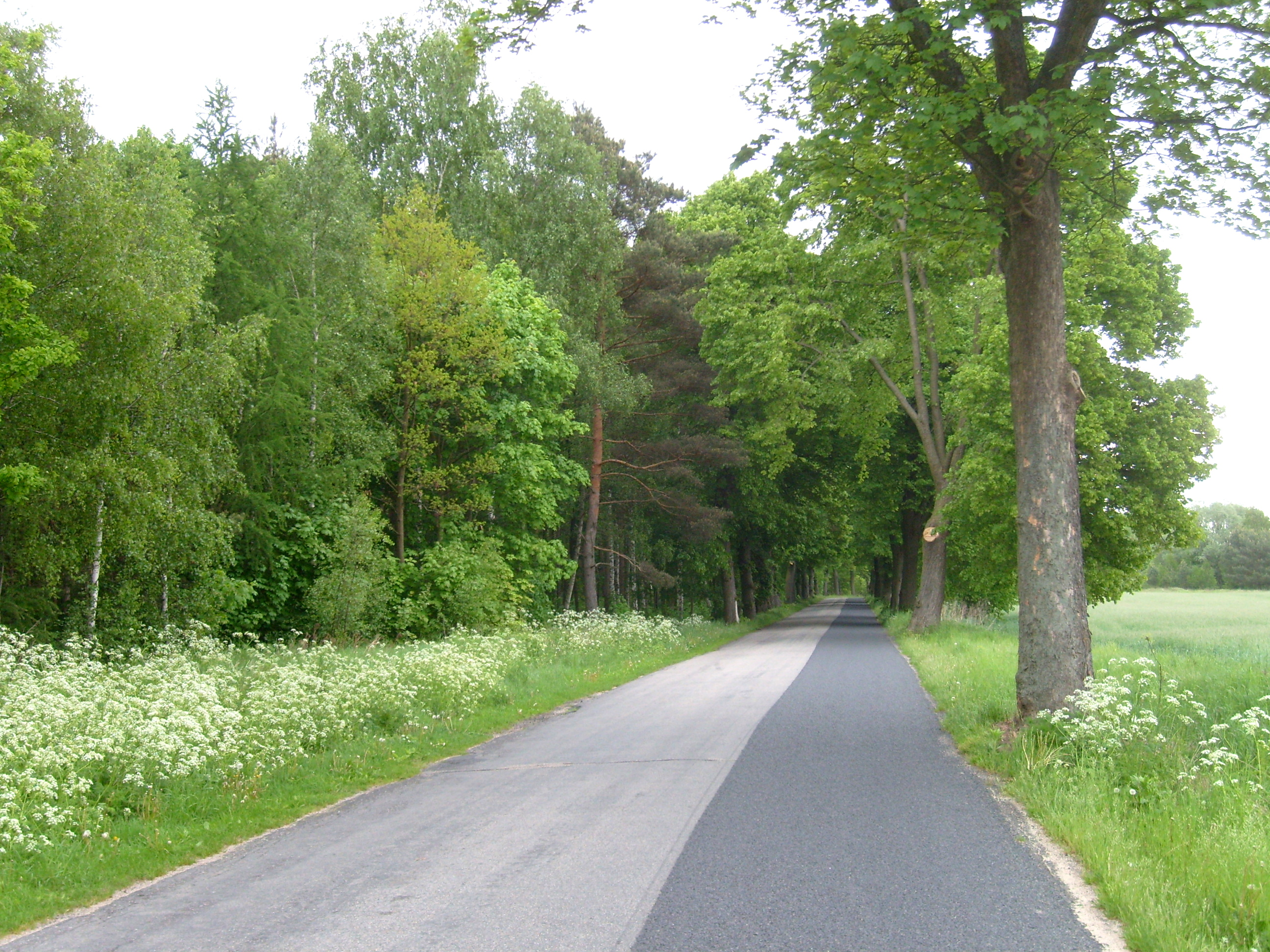
Droga powiatowa nr 1331

Przez powiat czarnkowsko-trzcianecki przechodzą fragmenty dróg:
- krajowe:
  - 22
- wojewódzkie[10]:
  - 117 Średnica – Jędrzejewo
  - 118 Zielonowo – Nowe Dwory
  - 123 Huta Szklana – Przesieki
  - 133 Chełst – Chrzypsko Wielkie (powiat międzychodzki)
  - 135 Wieleń – Borzysko Młyn
  - 140 Wronki (powiat szamotulski) – Ciszkowo
  - 153 Siedlisko Trzcianeckie – Lubasz
  - 174 Nowe Drezdenko – Kuźnica Czarnkowska
  - 177 Czaplinek (powiat drawski) – Wieleń
  - 178 Wałcz (powiat wałecki) (od 22) – Trzcianka – Oborniki (powiat obornicki) (do S11)
  - 180 Kocień Wielki – Trzcianka – Piła (powiat pilski)
  - 181 Drezdenko – Czarnków
  - 182 Międzychód – Czarnków – Ujście (powiat pilski)
  - 183 Sarbia – Chodzież

Drogi powiatowe nadzoruje Zarząd Dróg Powiatowych w Czarnkowie oraz Zarząd Dróg Powiatowych oddział w Trzciance. Dróg w powiecie jest 45 o łącznej długości 331,1 km.

### Komunikacja autobusowa
Komunikację autobusową na terenie powiatu zapewnia PKS Wałcz z siedzibą w Wałczu, posiadający dworzec autobusowy w Trzciance oraz placówkę terenową w Czarnkowie.
Jest to najdroższy przewoźnik autobusowy w Wielkopolsce.

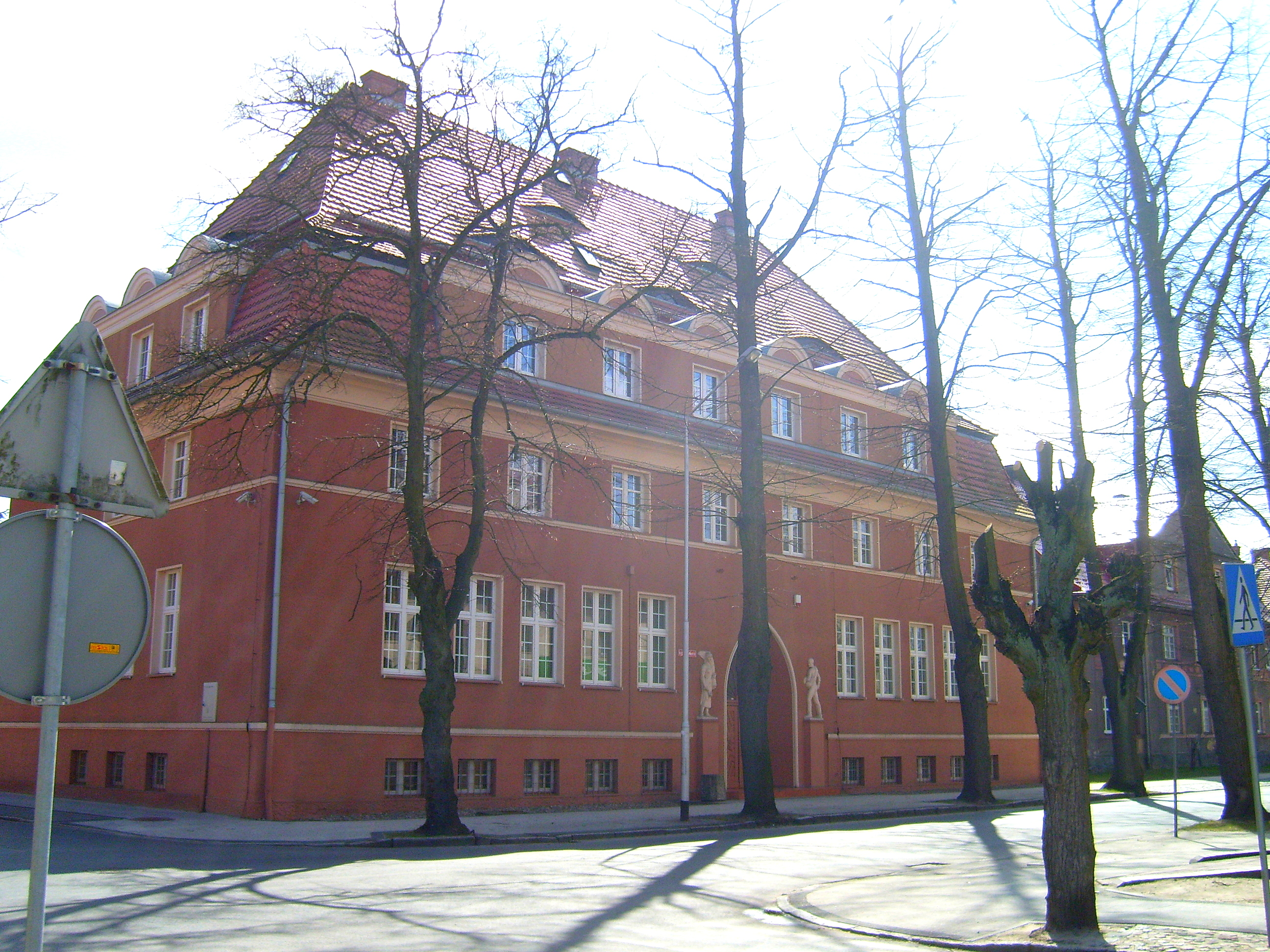
Sąd Rejonowy w Trzciance

## Media
Powiat czarnkowsko-trzcianecki posiada strony internetowe:
- www.czarnkowsko-trzcianecki.pl – portal powiatu na którym umieszczane są aktualności z życia powiatu,
- tuodpoczniesz.pl – portal informacyjny na temat wypoczynku na terenie powiatu czarnkowsko-trzcianeckiego.
- TV TRZCIANKA- telewizja kablowa działająca na całym terenie miasta Trzcianka oraz gminy, w telewizji jest program informacyjny, dyskusyjny, "na sygnale" czyli podsumowanie pracy służb mundurowych w mieście i gminie Trzcianka, podsumowanie tygodnia pracy ratusza.
- Trzcianka.info - mieszkańcy piszą o swoim mieście i powiecie.
- TV KWJ Trzcianka - telewizja burmistrza Trzcianki - Krzysztofa Wojciecha Jaworskiego.
- trzcianka.pl - oficjalne media miejskie.

## Administracja
Organem uchwałodawczym jest Rada Powiatu Czarnkowsko-Trzcianeckiego, w skład której wchodzi 21 radnych. Siedzibą rady oraz zarządu powiatu jest Czarnków. Siedziba starostwa mieści się w Czarnkowie, wraz z delegaturami w Trzciance. W 2024 roku starosta i wicestarosta Czarnkowsko-Trzcianecki pochodzą z Trzcianki.
W Trzciance znajduje się Sąd Rejonowy, Sąd Rodzinny, Prokuratura Rejonowa.

## Zabytki

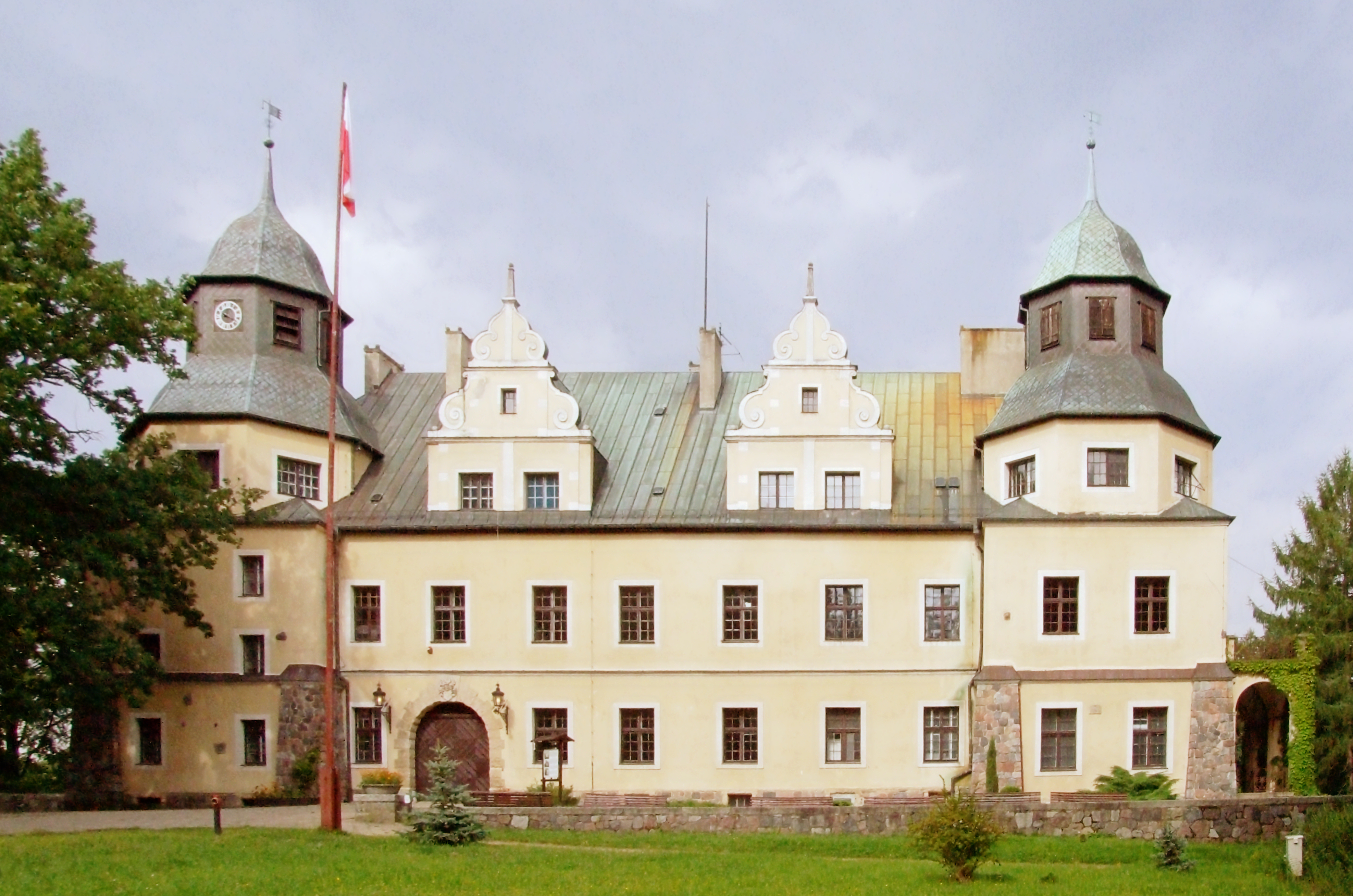
Zamek w Goraju

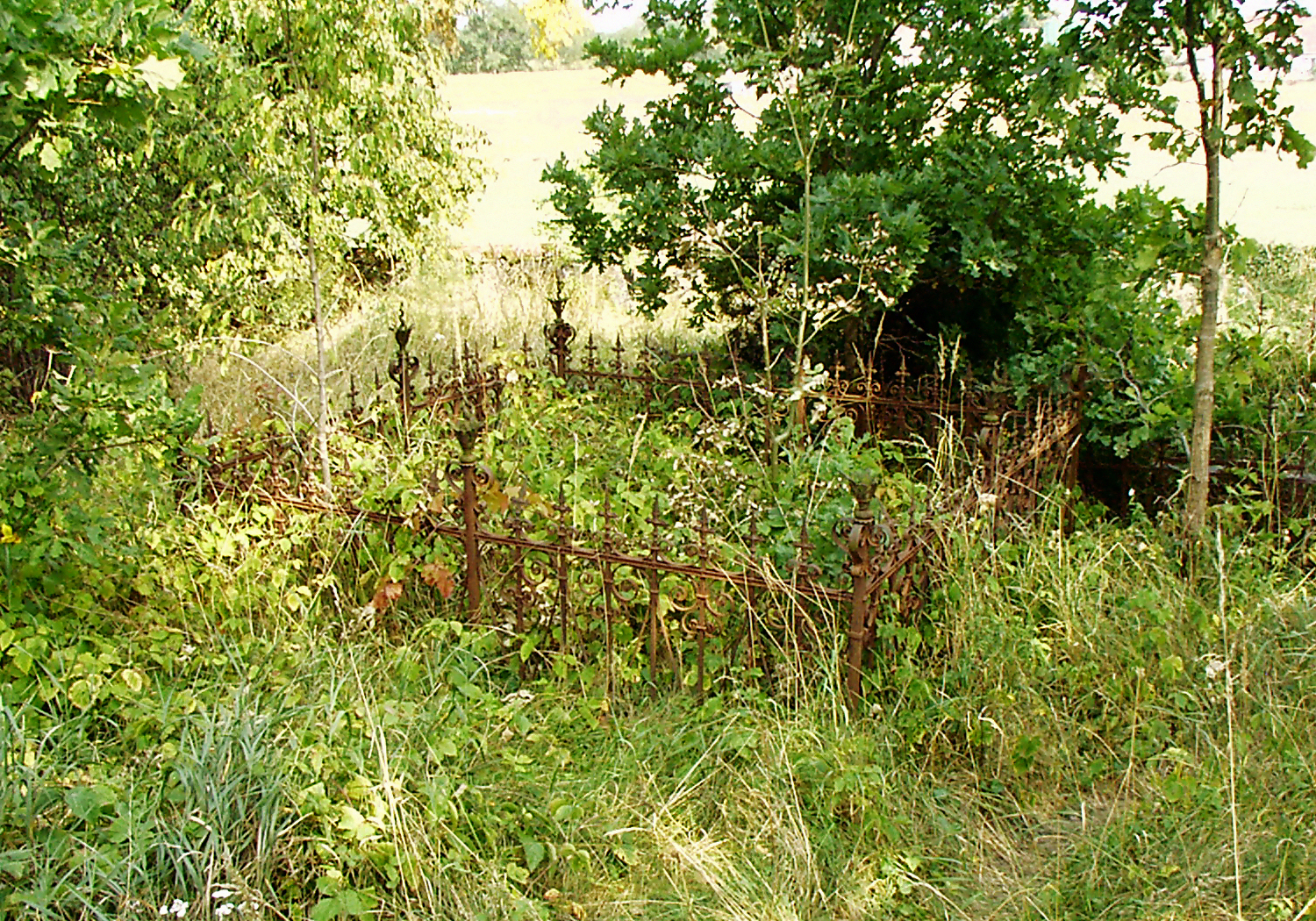
Cmentarz ewangelicki w Nowych Dworach

### Trzcianka
- budynek Poczty Polskiej (Plac Pocztowy)
- przejście pod torami (Al. Sikorskiego)
- kościół pw. św. Jana Chrzciciela (Al. Sikorskiego / ul. Żeromskiego)
- cmentarz ewangelicki przy kościele pw. MB Salentyńskiej (ul. Fałata)
- cmentarz parafialny (os. Grottgera / ul. Skargi)
- budynek Urzędu Miasta (Plac Ratuszowy / al. Sikorskiego)
- budynek Biblioteki Publicznej i Centrum Kultury (al. Sikorskiego)
- willa dyrektora dawnej Trzcianeckiej Fabryki Mebli (ul. Fabryczna)
- budynek Sądu Rejonowego (ul. Staszica)
- budynek dawnego Starostwa powiatu Trzcianeckiego (ul. Mickiewicza)
- budynek Muzeum Ziemi Nadnoteckiej i Trzcianeckiej (ul. Żeromskiego)
- budynek starego banku (Plac Ratuszowy)
- park patronów (przy rondzie Solidarności)
- pomnik budowniczych miasta i nadania praw miejskich (plac Kościuszki)
- dworzec PKP (ul. Roosevelta)

### Lubasz
- kościół pw. Narodzenia NMP (ul. Kościelna)
- Sanktuarium w Lubaszu (ul. Kościelna)
- pałac (ul. Wiejska)

### Dębe
- wiatrak "koźlak" najwyższy punkt w powiecie (ul. Na Wiatrak)

### Sławno
- zespół pałacowy z XIX w. (ul. Trzcianecka)

### Bzowo
- pałac
- przydrożna figura

### Goraj
- pałac hrabiego Wilhelma Bolka von Hochberga

### Czarnków
- budynek Urzędu Miasta (Plac Wolności)
- kościół katolicki p.w. Św. Marii Magdaleny (ul. Kościelna)
- budynek Starostwa Powiatowego (ul. Rybaki)
- most nad Notecią (trasa Czarnków – Trzcianka | DW178)
- budynek Browaru Czarnkowskiego (ul. Browarna)
- dworek Swiniarskich (ul. Rybaki)
- budynek oddziału w Czarnkowie Szpitala Powiatowego w Trzciance (ul. Kościuszki)
- kamienica Sawall (ul. Kościuszki)
- kamienica (ul. Kościuszki 24)

### Połajewo
- kościół pw. św. Michała Archanioła (Plac Abp Walentego Dymka)

### Dzierżążno Wielkie
- kościół pw. MB Różańcowej

### Wieleń
- wieża Bismarcka (ul. Polna)

### Wieleń Północny
- pałac Sapiehów (ul. Trzcianecka)

### Nowe Dwory
- cmentarz ewangelicki (ul. Wieleńska)

### Krzyż Wielkopolski
- kościół Najświętszego Serca Pana Jezusa (ul. Poznańska)
- dworzec PKP (ul. Wojska Polskiego)
- pomnik technik - Parowóz Ol49-82 (ul. Rejtana)